# 弗里德山
弗里德山（英語：Mount Freed），是南極洲的山峰，位於維多利亞地的彭內爾海岸，處於錢普尼斯冰川和麥卡恩冰川之間，屬於鮑爾斯山脈的一部分，海拔高度2,120米，現時由南極條約體系管理。

## 外部連結
. . United States Geological Survey.   [2012-04-09].
71°29′S 164°20′E / 71.483°S 164.333°E